# Рожанский, Болеслав Доминикович
Болесла́в Домини́кович Рожа́нский (1840—1886) — архитектор, академик архитектуры Императорской Академии художеств.

## Биография
Вольноприходящий ученик Императорской Академии художеств (1857–1862). Звание свободного художника (1862). Звание классного художника 3-й степени (1863) за проект «сельской церкви». Звание классного художника 2-й степени (1864) за программный проект «хутора». Звание классного художника 1-й степени (1867) за проект «торгового складочного места на берегу судоходной реки». Звание академика (1870) за «проект зданий Русского Технического общества».
Работал в Главном обществе российских железных дорог, в Технико-строительном комитете Министерства внутренних дел, архитектором Городской управы (с 1869). Преподавал в Строительном училище (с 1882 Институт гражданских инженеров; с 1869), Технологическом институте (1875–1885) и Школе десятников по строительному делу.

## Проекты и постройки
Среди основных построек в Петербурге:
- Особняк П. П. Мельникова (перестройка). Фурштатская ул., 3 (1871)[5]
- Дача Ф. А. Амброжевича. Пушкин. Московское шоссе, 29 (1875)[6]
- Доходный дом. 13-я Красноармейская ул., 15 (1876)[7]
- Доходный дом. 13-я Красноармейская ул., 24 (1877)[8]
- Доходный дом. Достоевского ул., 21 (1879–1880)[9]